# Gáivuotna – Kåfjord
Gáivuotna (tiếng Bắc Sami) hoặc Kåfjord (Na Uy), (cũng Kven: Kaivuono) là một đô thị ở hạt Troms, Na Uy. Trung tâm hành chính của đô thị này là làng Olderdalen.
Đô thị này có địa hình bị chi phối bởi các dãy núi, có vịnh hẹp Kåfjord và khu đô thị một số thung lũng.
Đô thị Kåfjord được thành lập vào năm 1929 khi nó được tách khỏi đô thị Lyngen. Dân số ban đầu của Kåfjord là 2.482 người. Sau đó, vào ngày 1 tháng 1 năm 1992, diện tích Nordnes của Lyngen (dân số: 38) đã được trên đất liền đã được chuyển giao cho Kåfjord.